# Stigmatisering (religion)
För den sociologiska betydelsen, brännmärkning av en grupp i samhället, se stigmatisering (sociologi).

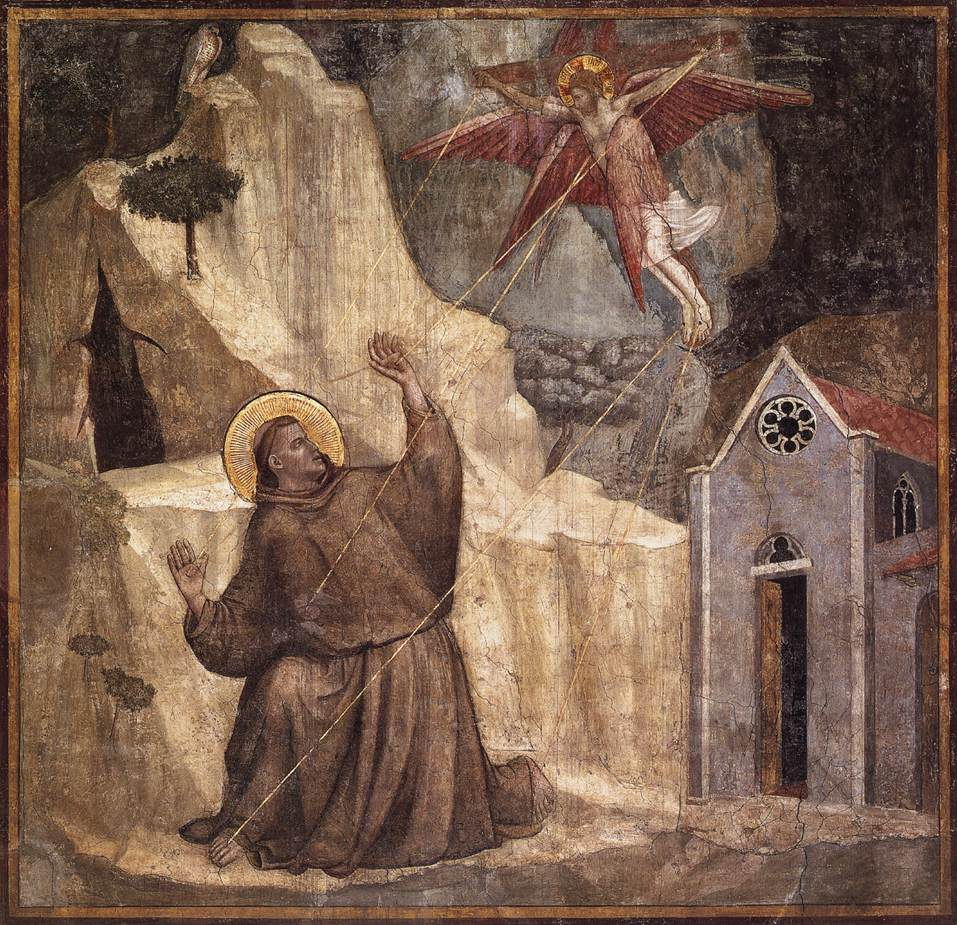
Stigmatisering – ”Sankt Franciskus stigmatisering”, fresk av Giotto (1325)

Stigmatisering (av stigma) innebär att kroppen utan vetenskaplig förklaring får blödande sår som liknar de Jesus fick vid sin korsfästelse. Fenomenet är omtvistat; inom Romersk-katolska kyrkan räknas det som ett mirakel. Såren uppträder på samma ställen som Kristi sår, det vill säga i händer, på fötter, i pannan, i sidan och ibland på andra delar av kroppen. Såren uppstår oftast i samband med en stark inlevelse i Jesu lidandeshistoria, ibland beledsagade av extatiska visioner.
Den förste som Katolska kyrkan erkänner ha haft stigmata var Franciskus av Assisi; man firar hans stigmatisering den 17 september. Det första beskrivna fallet är från ärkebiskopen i Canterbury Stephen Langton i England år 1222. Katolska kyrkan erkänner åtminstone 62 fall, men hundratals har rapporterats. Under 1900-talet tillhör Padre Pio, helgonförklarad 2002, de mest kända stigmatiserade personerna dock inte utan att orsaken till såren ifrågasatts.

## Personer som uppvisat stigmatiseringssår
- Lucia av Narni, saligförklarad
- Caterina av Ricci, helgon
- Katarina av Siena, helgon
- Anna Katharina Emmerick
- Franciskus av Assisi, helgon
- Gemma Galgani, helgon
- Veronica Giuliani, helgon
- Johannes av Gud, helgon
- Melanie Calvat, saligförklarad
- Marie-Julie Jahenny
- Faustina Kowalska, helgon
- Marie de l'Incarnation, saligförklarad
- Marie Rose Ferron
- Marcelline Pauper, en syster[förtydliga] i Nevers
- Marthe Robin
- Therese Neumann
- Padre Pio, helgon
- Rita av Cascia, helgon
- Myrna Nazzour
- Zlatko Sudac
- Heili Tauriainen, inofficiellt hertiginnan av Lappland 1805-1817